# Ferenc Habony
Ferenc Habony (* 26. Februar 1945 in Budapest, Königreich Ungarn) ist ein ehemaliger ungarischer Radrennfahrer und nationaler Meister im Radsport.

## Sportliche Laufbahn
Habony war Bahnradsportler und Teilnehmer der Olympischen Sommerspiele 1964 in Tokio. Dort startete er im 1000-Meter-Zeitfahren und belegte beim Sieg von Patrick Sercu den 18. Platz. Zudem startete er im Sprint und im Tandemrennen  mit Richárd Bicskey (beide belegten den 5. Platz).
Bei den ungarischen Meisterschaften gewann er insgesamt 14 Titel in verschiedenen Disziplinen (Sprint, Zeitfahren, Zweier-Mannschaftsfahren, Mannschaftsverfolgung). Er startete für den Verein Tipográfia Budapest.

## Familiäres
Sein Halbbruder Richárd Bicskey war ebenfalls Radrennfahrer.